# Sobrepuny
El Sobrepuny és una muntanya de 1.655 metres que es troba entre els municipis de Castell de l'Areny, la Nou de Berguedà i Vilada, a la comarca catalana del Berguedà. És un dels principals cims de la Serra de Catllaràs. Al cim s'hi troba el vèrtex geodèsic número 283088001 i un mirador important.
Aquest cim està inclòs al llistat dels 100 cims de la FEEC.
S’hi pot accedir des de diferents punts, un dels més coneguts surt des del santuari de Lurda de la Nou, a La Nou de Berguedà